# Грисевич, Григорий Петрович
 Григорий Петрович Грисевич (бел. Рыгор Пятровіч Грысевіч; 1896, г. Бельск, Гродненская губерния, Российская империя — 1938) — советский белорусский государственный деятель, председатель Высшего Совета Народного Хозяйства Белорусской ССР (1929—1932).

## Биография
Родился в 1896 году в г. Бельск Гродненской губернии.
В возрасте 8 лет начал работать на фабрике по производству плитки в Бельске. В 1910 году его уволили с завода за участие в забастовке. Устроился на работу на железную дорогу.
В 1915 году мобилизован в армию и отправлен на фронт. В 1917 году вступил в РКП(б). В 1918—1920 годах — в Красной Армии.
В 1920—1921 годах занимался хозяйственной и партийной работой в Барановичах. После заключения Рижского мира и перехода Западной Беларуси к Польше переехал в Борисов.
В 1926 году окончил Ленинградский коммунистический университет. В 1926—1929 годах — секретарь Могилевского и Бобруйского районных комитетов КП(б)Б.
С 1929 года — председатель Высшего Совета Народного Хозяйства БССР, в 1932—1933 годах — Нарком лёгкой промышленности БССР. Член ЦК КП(б)Б в 1927—1934 годах, член Бюро ЦК КП(б)Б в 1929—1934 годах.
В период борьбы внутри партийного руководства КП(б)Б по приказу Гикало Грисевич, как человек Голодеда, был снят с занимаемых должностей и отправлен в Сибирь начальником политотдела железной дороги.
Арестован и расстрелян в 1938 году. Реабилитирован в 1956 году.

## Награды
- Орден Ленина.